# Pass, Not Pass
Pass, Not Pass is de zesde aflevering van het tweede seizoen van het tienerdrama Beverly Hills, 90210, die voor het eerst werd uitgezonden op 15 augustus 1991.

## Verhaal
Brenda en Andrea krijgen voor het eerst ruzie wanneer ze allebei verliefd worden op hun toneeldocent Chris Suiter. Ze zijn dan ook allebei verbaasd wanneer Chris interesse toont in Andrea. Brenda kan maar niet begrijpen hoe hij meer ziet in de minder opvallende Andrea. Ondertussen krijgt Brandon problemen met zijn vader, die boos op hem wordt wanneer Brandon al zijn geld uitgeeft aan zijn droomauto, die het vrijwel onmiddellijk begeeft na de aanschaf.

## Rolverdeling
- Jason Priestley - Brandon Walsh
- Shannen Doherty - Brenda Walsh
- Jennie Garth - Kelly Taylor
- Ian Ziering - Steve Sanders
- Gabrielle Carteris - Andrea Zuckerman
- Luke Perry - Dylan McKay
- Brian Austin Green - David Silver
- Tori Spelling - Donna Martin
- Carol Potter - Cindy Walsh
- James Eckhouse - Jim Walsh
- Michael St. Gerard - Chris Suiter
- James Pickens jr. - Henry Thomas
- Joe E. Tata - Nat Bussichio
- Lucy Liu - Courtney
- Royce D. Applegate - Simon